# Yingbi
Yingbi (chinesisch 影壁, Pinyin yǐngbì – „Schattenmauer“), im Chinesischen auch Zhaobi (照壁)  a) oder seltener Xiaoqiang (蕭牆 / 萧墙)  a) genannt, ist ein Bauelement der traditionellen chinesischen Architektur. Sie dient dort als Sichtschutzwand bzw. als Abschirmung im Bereich des Eingangs eines traditionellen Hofgebäudes und wird bei wörtlicher Übersetzung auch als sogenannte „Schattenmauer“ bezeichnet. Sie ist ein typisches Element im chinesischen Vierseitenhof, ein vierseitig umschlossenes Wohngehöft (Siheyuan), das besonders oft in Nordchina vorzufinden ist. Fachlich werden diese Sichtschutzmauer weiter in innere Yingbi (内影壁,  nèi yǐngbì)  b) bzw. äußere Yingbi (外影壁,  wài yǐngbì)  c) einer architektonischen Anlage unterteilt. In religiösen Bauten, wie z. B. Tempelanlagen, trennt sie den sakralen von profanen Bereich. Sie soll „unheilbringende“ Einflüsse fernhalten. Yingbi wird daher auch oft mit „Geistermauer“ übersetzt, da nach der chinesischen mythologische Vorstellung „Geister“ (鬼,  guǐ)  d) sich nicht um die Ecken bewegen können und somit aufgehalten werden. Auf Fassaden der Yingbi stehen oft das Schriftzeichen für Segen oder Glück (福,  fú)  e), oder Glückssymbole als Verzierung auf den Mauersteine, sogenannte Ziegelschnitzerei (砖雕,  zhuāndiāo)  f), um Segen bzw. glückverheißende Einflüsse für die Bewohner des Baus zu verstärken.
Zu den berühmten Abschirmungsmauern (Yingbi) gehören z. B. der Neun-Drachen-Wand von Datong.
Anmerkungen
- a) zhaobi (chinesisch 照壁, Pinyin zhàobì) oder seltener Xiaoqiang (蕭牆 / 萧墙,  xiāoqiáng) sind weitere Bezeichnungen von yingbi (影壁), also wörtlich Schattenmauer oder sinngemäß Abschirmungswand genannt.
- b) innere Yingbi (內影壁 / 内影壁,  nèi yǐngbì), die innere Abschirmungswand innerhalb eines Gebäudekomplex, wie beispielsweise im Innenhof eines Siheyuans.
- c) äußere Yingbi (外影壁,  wài yǐngbì), die äußere Abschirmungswand vor einem Gebäudekomplex, wie beispielsweise Tempelanlage, oder als architektonisches Bauelement in einer Außenanlage wie Parks, Gärten, o. Ä..
- d) gui (鬼,  guǐ – „Geist, Gespenst“), manchmal kontextabhängig auch als Dämon oder Teufel übersetzt.[2]
- e) fu (福,  fú – „Glück“) bedeutet etwa Glückseligkeit oder Segen.[3]
- f) zhuandiao (磚雕 / 砖雕,  zhuāndiāo) sind eine ornamentale Verzierungen und Schnitzereikunst am Ziegelwerk eines Gebäudes.

## Bilder

Verschiedene Abschirmungswände – Yingbi
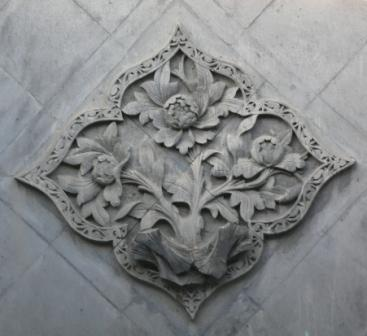
Ziegelschnitzerei einer Yingbi
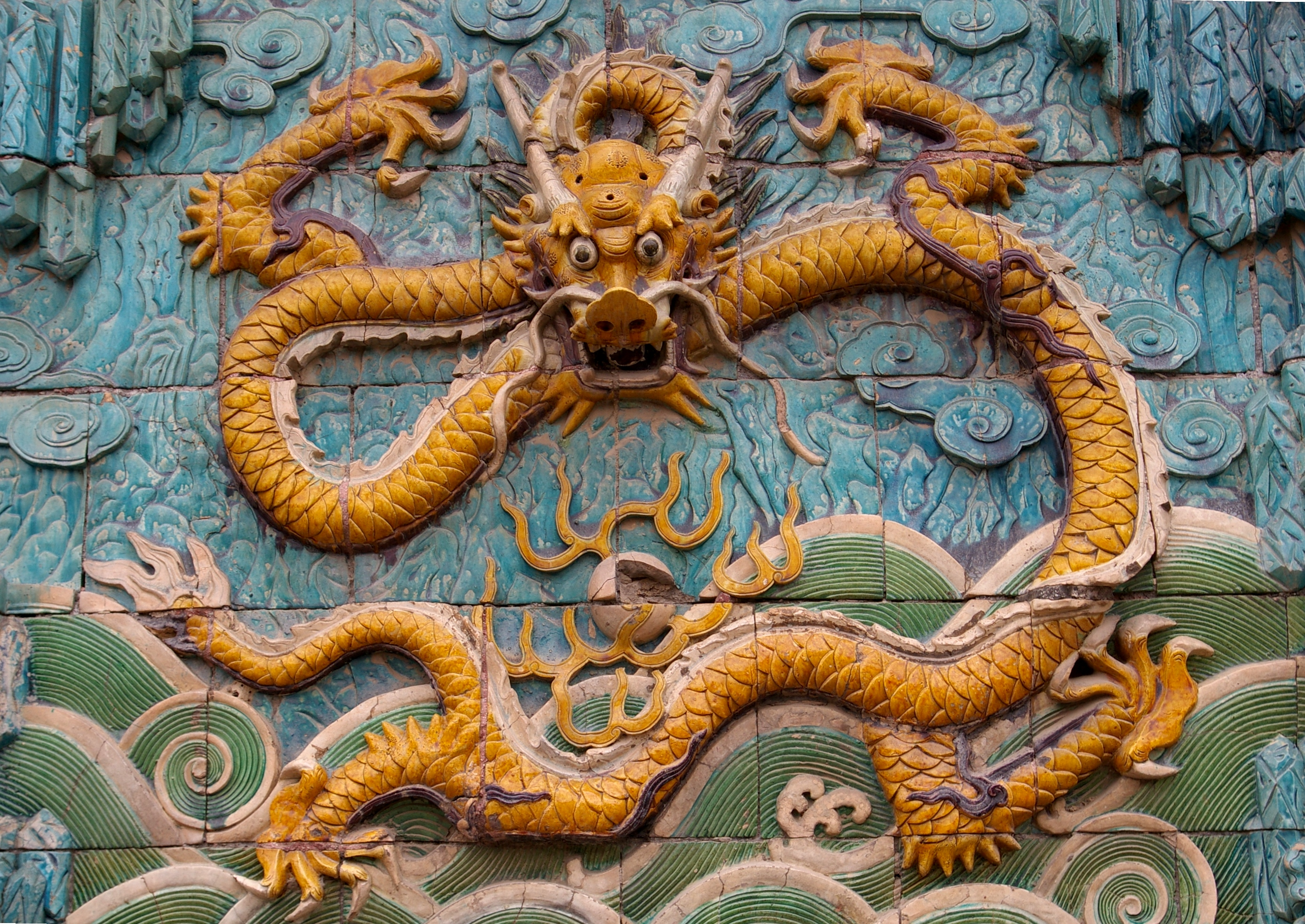
Drachen als Ornament einer Yingbi
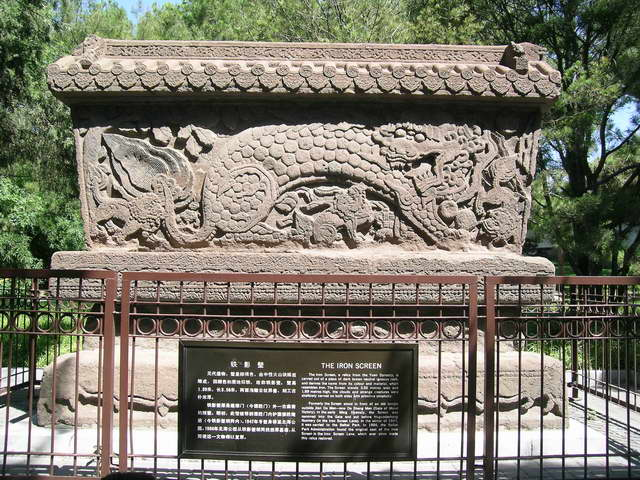
Abschirmungswand im Beihai-Park
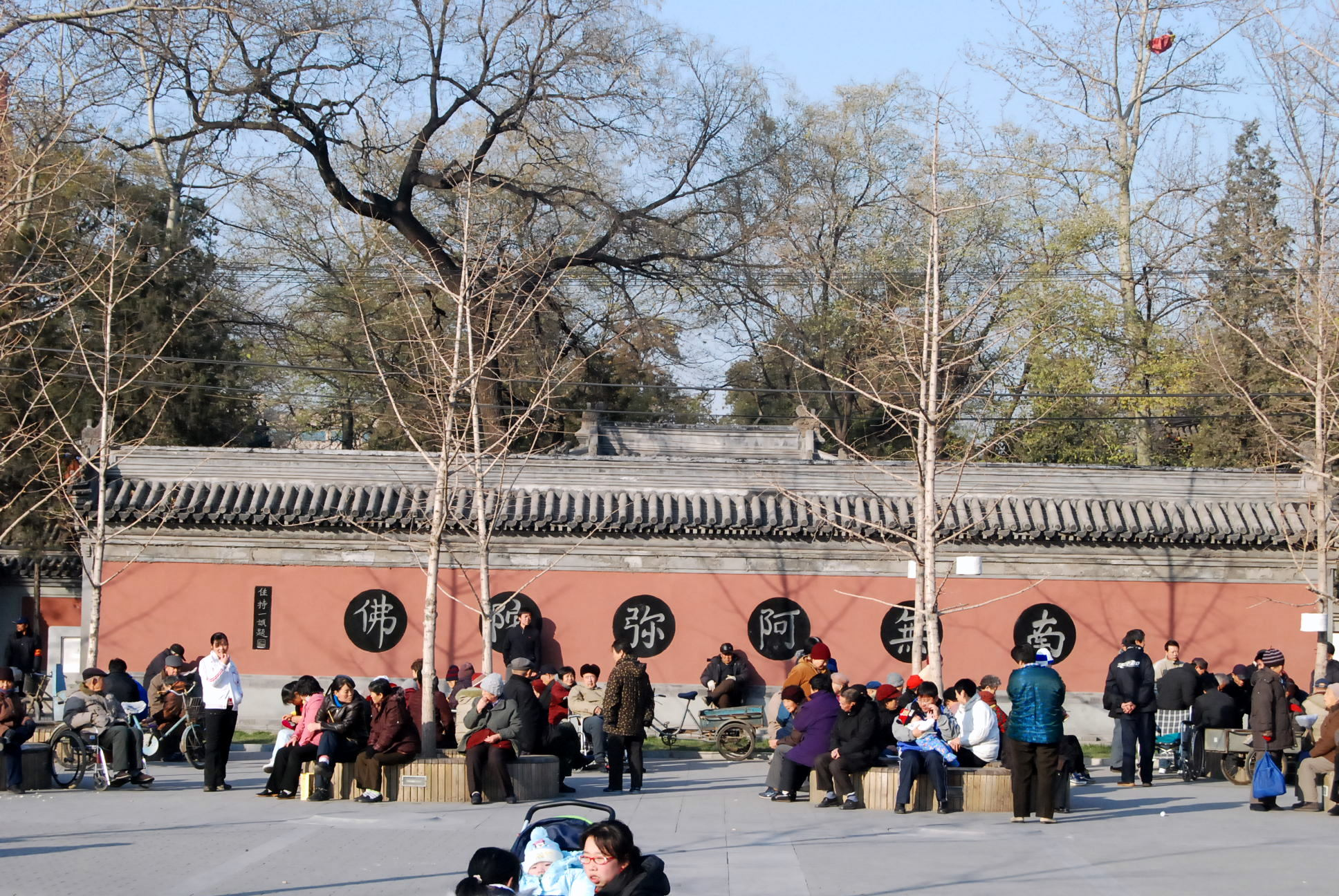
Yingbi als Trennwand einer Tempelanlage

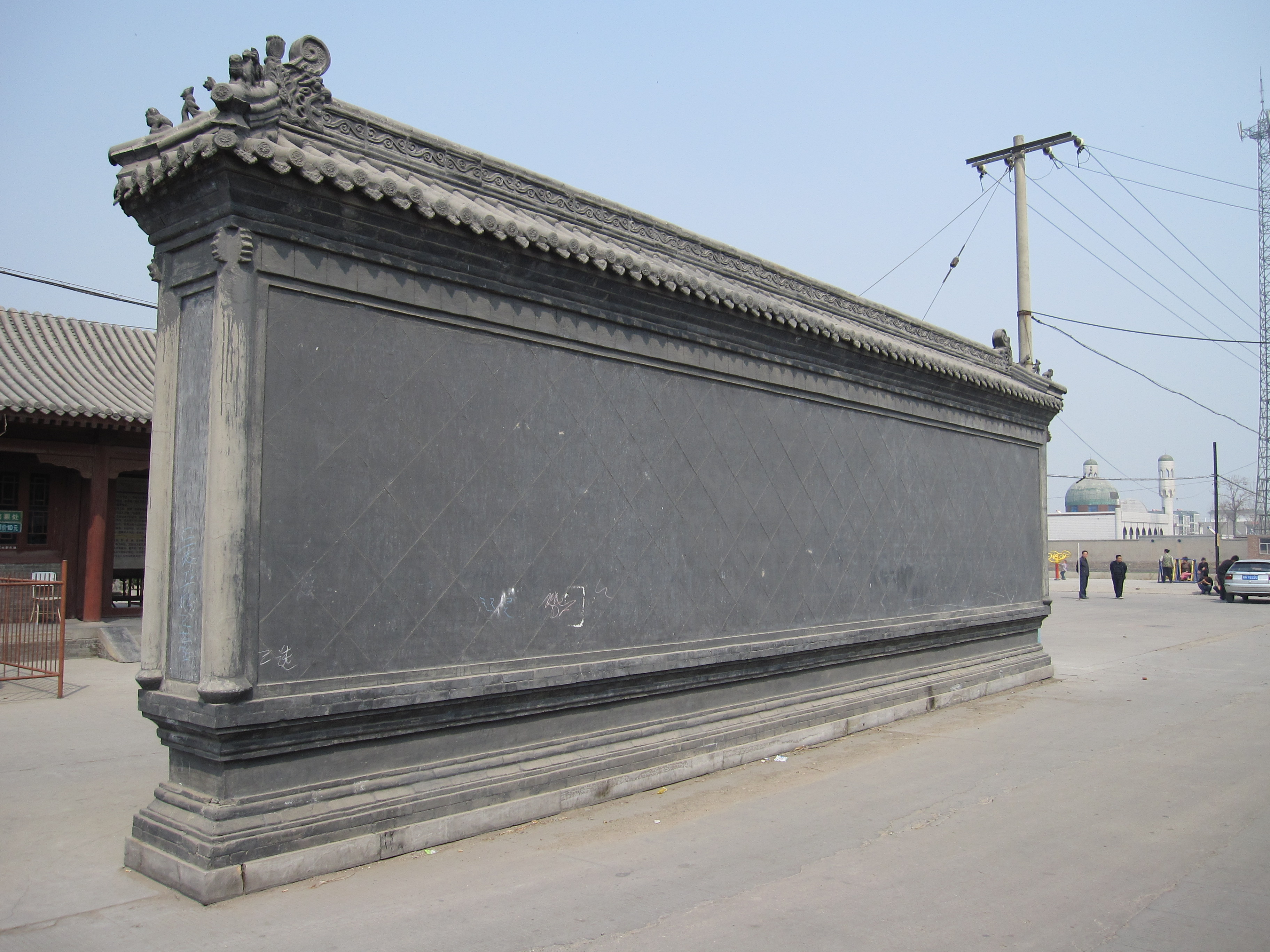
Äußere Schattenmauer vor der Hua-Pagode
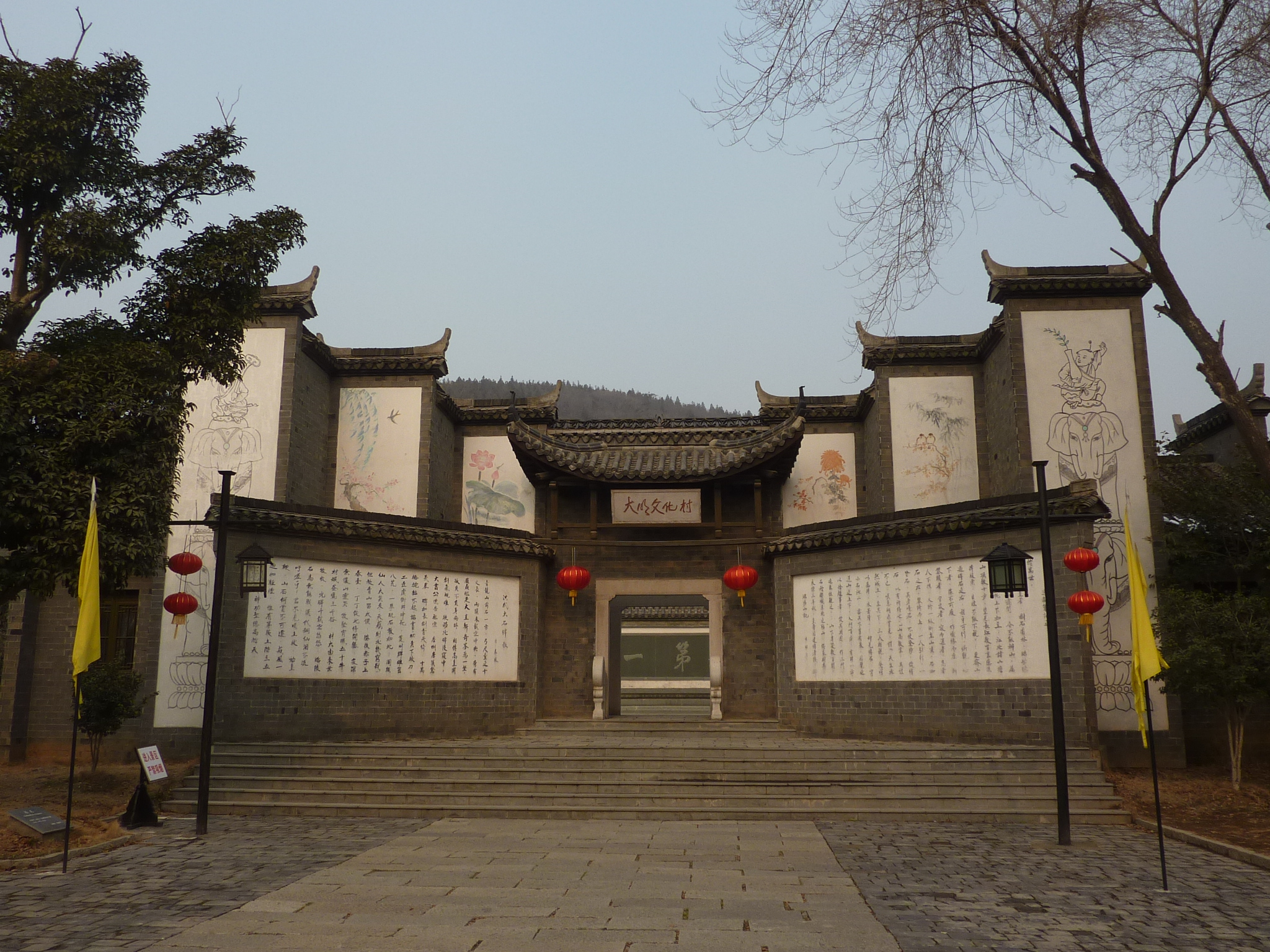
Äußere Yingbi als Eingangskomposition
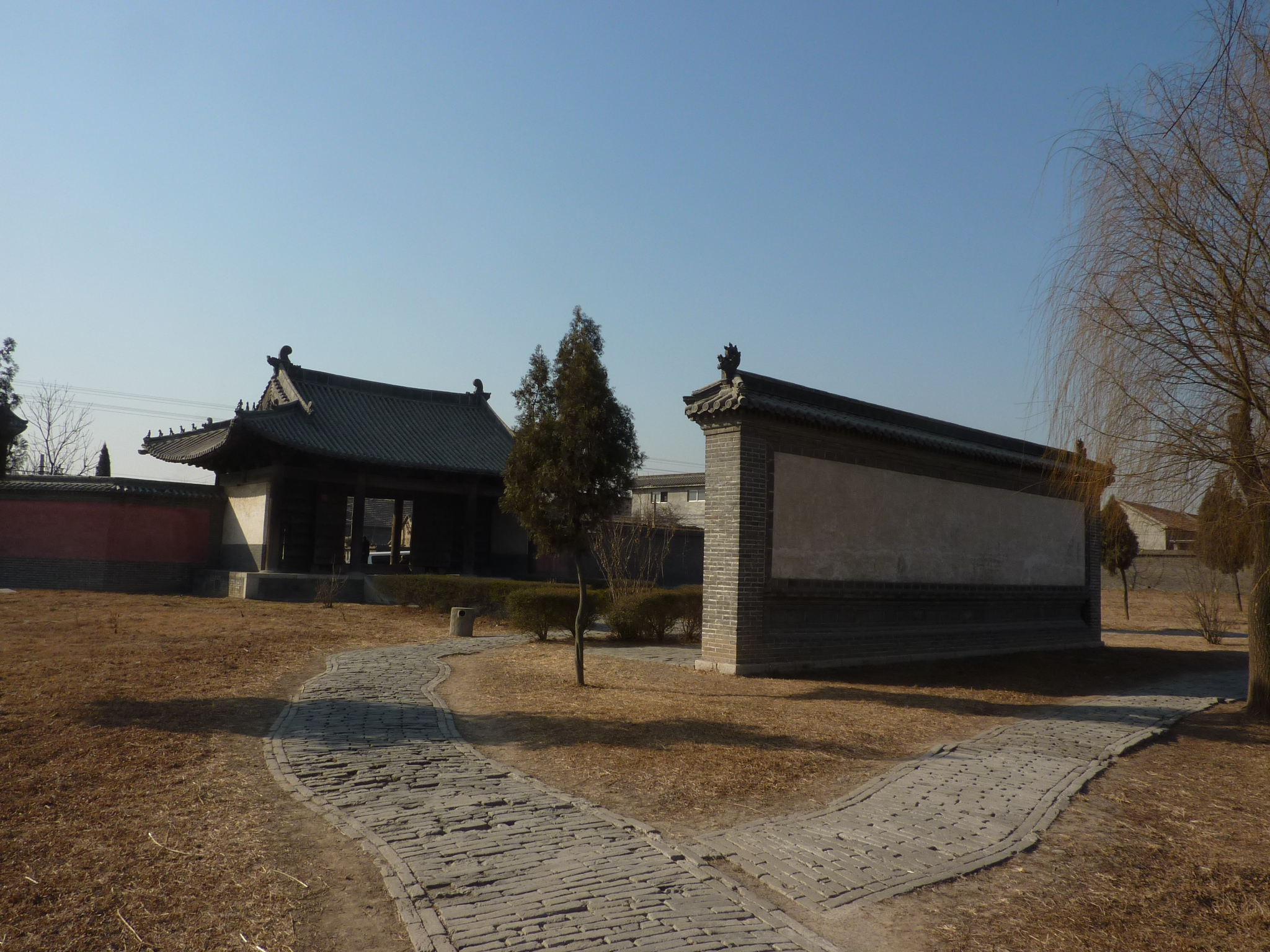
Innere Sichtschutzwand am Südtor zum Innenhof
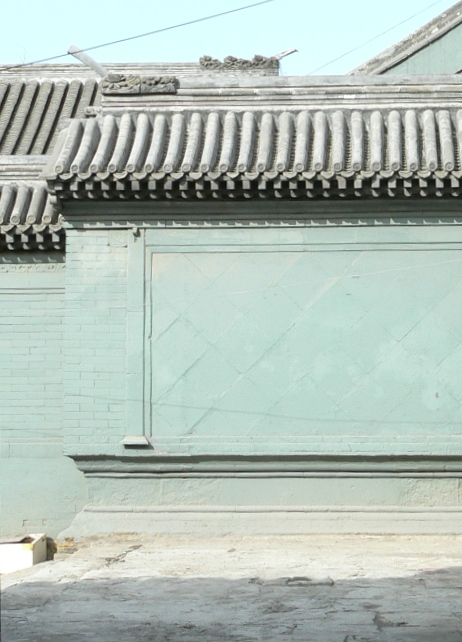
Schlichte innere Yingbi ohne Verzierung